# رفتار درخور
رفتار درخور (به انگلیسی: Appropriate Behaviour) فیلم کمدی بریتانیایی به نویسندگی و کارگردانی دزیره اخوان و محصول سال ۲۰۱۴ میلادی است.
این اولین فیلم بلند سینمایی دزیره اخوان است که کارگردانی کرده است. اخوان در ابتدا قصد داشته فیلمی دربارهٔ یک زوج همجنسگرای آمریکایی بسازد اما به پیشنهاد تهیه‌کننده، فیلمنامه را بر اساس ایرانی بودن شخصیت اصلی فیلم بازنویسی کرده است.

## داستان فیلم
دختر دوجنسگرای ایرانی–آمریکایی ساکن بروکلین، نیویورک به نام شیرین از دوست دختر خود جدا می‌شود و زندگی جنسی و عشقی تازه‌ای را تجربه می‌کند. او در عین حال تلاش می‌کند گرایش جنسی خود را در خانواده آشکارسازی کند.

## بازیگران
- دزیره اخوان در نقش شیرین
- اسکات ادسیت در نقش کن
- ربکا هندرسون در نقش مکسین
- هالی فایفر در نقش کریستال
- آن دوانگ در نقش نسرین
- هومان مجد در نقش مهرداد
- آرین موید در نقش علی
- ایمی مالینز در نقش ساشا

## جوایز
| سال  | جایزه                           | قسمت                   | دریافت کننده | نتیجه    | مرجع. |
| ---- | ------------------------------- | ---------------------- | ------------ | -------- | ----- |
| ۲۰۱۴ | جایزه ایندیپندنت اسپیریت        | بهترین فیلمنامه اول    | دزیره اخوان  | نامزدشده | [ ۲ ] |
| ۲۰۱۴ | جشنواره فیلم‌های آسیایی سن دیه‌گو | جایزه بزرگ هیئت داوران | دزیره اخوان  | برنده    | [ ۳ ] |